# Nélée et Myrthis

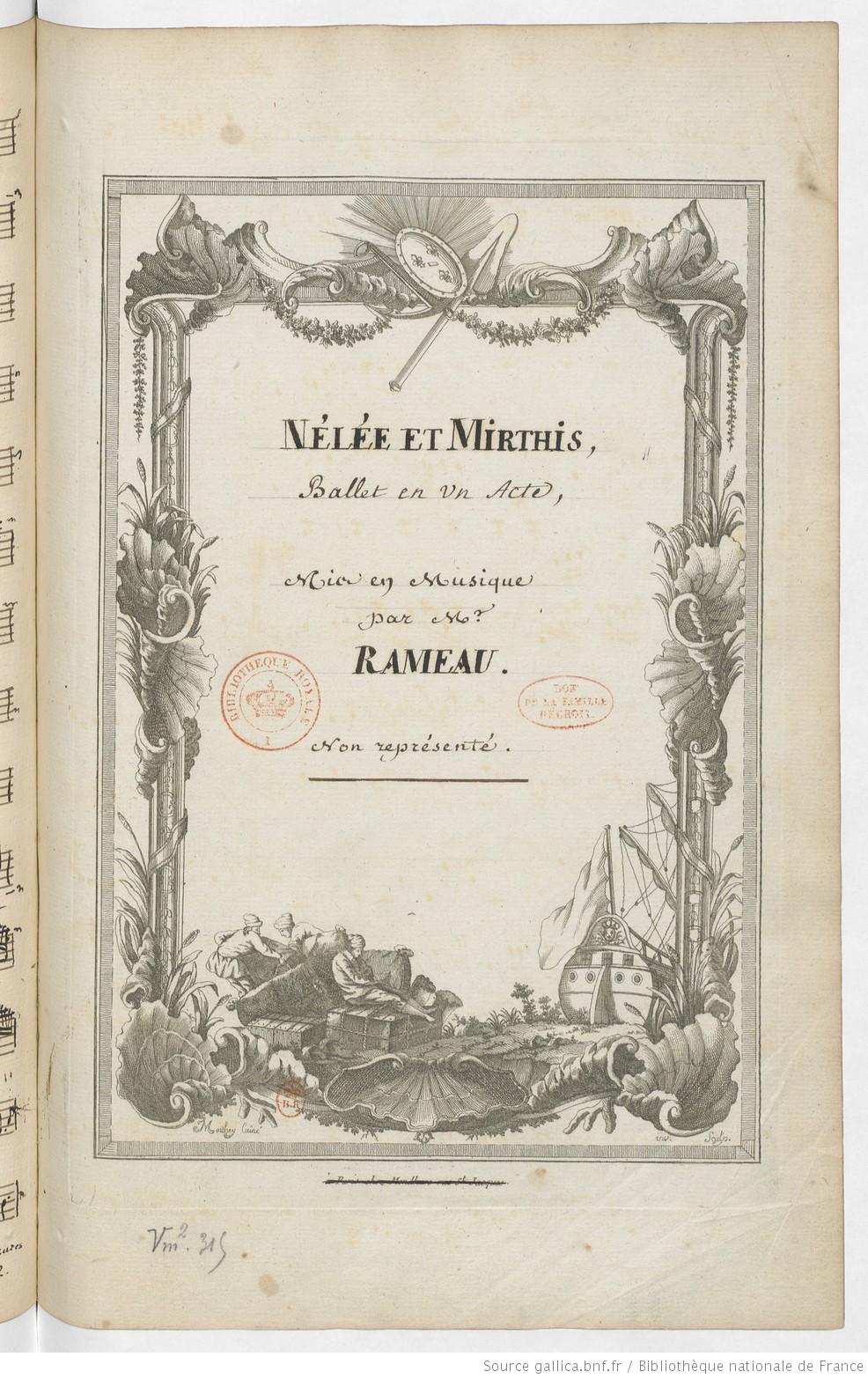
Género: Acto de ballet. Número de actos: 1 acto. Música: Jean-Philippe Rameau. Idioma original: Francés.

Nélée et Myrthis (o Mirthis) es una ópera en un acto compuesta por Jean-Philippe Rameau que adopta la forma de acte de ballet. Poco se sabe acerca de su origen: es posible que la partitura esté incompleta y, en cualquier caso, nunca fue puesta en escena en vida de Rameau. La primera representación de que se tiene noticia tuvo lugar en la State Opera de Melbourne (Australia) el 22 de noviembre de 1974. Es posible que  Nélée et Myrthis fuera concebida como parte de una ópera-ballet más extensa que llevaría por título Les beaux jours de l'Amour. Se desconoce la identidad del libretista, pero es probable que se tratara de Louis de Cahusac, colaborador habitual de Rameau. 

## Orígenes
Actualmente se cree que el título original fue Mirthis: el título Nélée et Myrthis surgió a partir de una mala lectura del manuscrito. El hecho de que el personaje de Mirthis domine la ópera apunta hacia esta idea. Los musicólogos consideran hoy que Rameau concibió Mirthis como parte de una opéra-ballet en varios actos titulada Les beaux jours de l'Amour. Ciertos datos inducen a pensar que la obra estaba ya prácticamente acabada en mayo de 1751, pero por razones que se desconocen, nunca llegó a los escenarios. Los otros actos son La naissance d'Osiris y Anacréon, estrenadas ambas en Fontainebleau en octubre de 1754. Mirthis nunca llegó a interpretarse y es posible que la partitura esté incompleta: la obra carece de los habituales coros y danzas que concluyen las óperas de Rameau y sólo quedan dos movimientos instrumentales. Si Mirthis formó parte de Les beaux jours de l'Amour, entonces el libretista fue casi con seguridad Louis de Cahusac, autor de las otras secciones. Otro punto a favor de esta teoría es que -excepcionalmente- no se recurre en ningún momento a lo sobrenatural, algo que comparte el libreto con el Anacréon (1754) de Cahusac. A juzgar por las tachaduras del manuscrito, el personaje de Nélée se llamaba en origen Anacréon, lo que sugiere que el poeta lírico griego Anacreonte habría sido el héroe protagonista de dos de los actos de Les beaux jours de l'Amour.

## La música
Sólo se conservan dos movimientos instrumentales: una Entrée de triomphe (entrada triunfal) y una extensa chacona de 170 compases. Mirthis tiene las intervenciones musicales más importantes desde el punto de vista vocal y es el personaje más elaborado. Pasa de la alegre despreocupación y la indolencia a adquirir una profundidad trágica cuando cree que Nélée la ha abandonado. La especialista en Rameau Sylvie Bouissou llama la atención sobre el aria "Malgré le penchant le plus tendre": "Esta aria merece un comentario especial, pues Rameau crea en ella una antítesis fundamental entre el sentido de las palabras, de carácter vengativo, y la expresividad de la música, que delata los sentimientos profundamente tiernos de Myrthis hacia Nélée. Semejante disyuntiva dramática pudo haber despertado el interés de Gluck, Mozart y, especialmente, de Wagner." Nélée y Corinne son roles menos importantes, si bien Cuthbert Girdlestone alaba el aria de Nélée "Un amant rebuté".

## Personajes
| Personaje                    | Tipo de voz |
| ---------------------------- | ----------- |
| Nelée                        | barítono    |
| Myrthis                      | soprano     |
| Corinne                      | soprano     |
| Deux argiennes (Dos argivas) | sopranos    |

## Sinopsis
El atleta Nélée está a punto de celebrar su triunfo en los juegos argivos. Siempre ha estado enamorado de la poetisa Myrthis, pero finalmente anuncia que se ha hartado de su indiferencia (el Aria "Un amant rebuté"). Como vencedor en los juegos, su recompensa consiste en pedir cualquier cosa que desee. Myrthis cree que Nélée la elegirá a ella (Aria "Jouissons de la liberté"), pero él le dice que tiene un nuevo amor: Corinne. Myrthis, que ha estado secretamente enamorada de Nélée todo el tiempo, se ve atormentada entonces por los celos (Aria "Malgré le penchant le plus tendre"). Nélée espera su triunfo (Aria "Théâtre des honneurs"). Como poetisa, Myrthis está obligada a dirigir las celebraciones de la victoria (Aria y coro: "Muses, filles du ciel"). Cuando solicita a Nélée que haga su elección, para su sorpresa la nombra; sólo estaba fingiendo amor hacia Corinne para castigar a Myrthis por su orgullo. La ópera termina en celebración (Coro: "Amour, sois le prix de la gloire").

## Grabaciones
- Nélée et Myrthis (junto con Pigmalion). Jérôme Corréas (Nélée), Agnès Mellon (Myrthis), Françoise Semellaz (Corinne), Donatienne Michel-Dansac y Caroline Pelón (Deux Argiennes), Les Arts Florissants, William Christie (Harmonia Mundi, 1992).